# 木ノ下ぐみ
木ノ下ぐみ（きのした ぐみ、7月9日 - ）は日本の女性声優。
所属はドラゴンパール。血液型B型。公称身長156cm。出身地は東京都。趣味は絵本鑑賞、絵葉書集め。特技は水泳。
主に朗読劇などで活躍しているが、アニメの吹き替えも行う。黒澤みどりと共に、ぐみどり。としても活動をしている。

## 出演作品

### アニメ
- 成恵の世界（丸尾千絵子、7話の子供、9話の海水浴客、10話の女生徒）
- ヒットをねらえ!（荻島翔）

### ゲーム
- できる学習クラブ ケンチャコ大冒険（ニトロターボ、プラーダ）

### ドラマCD
- 成恵の世界スペシャル
- セイントビースト

### 実写
- ぐみさわパーティー！
- マイクのある風景3